# Colliguaja brasiliensis
Colliguaja brasiliensis là một loài thực vật có hoa trong họ Đại kích. Loài này được Klotzsch ex Baill. mô tả khoa học đầu tiên năm 1858.